# Andorrees kenteken

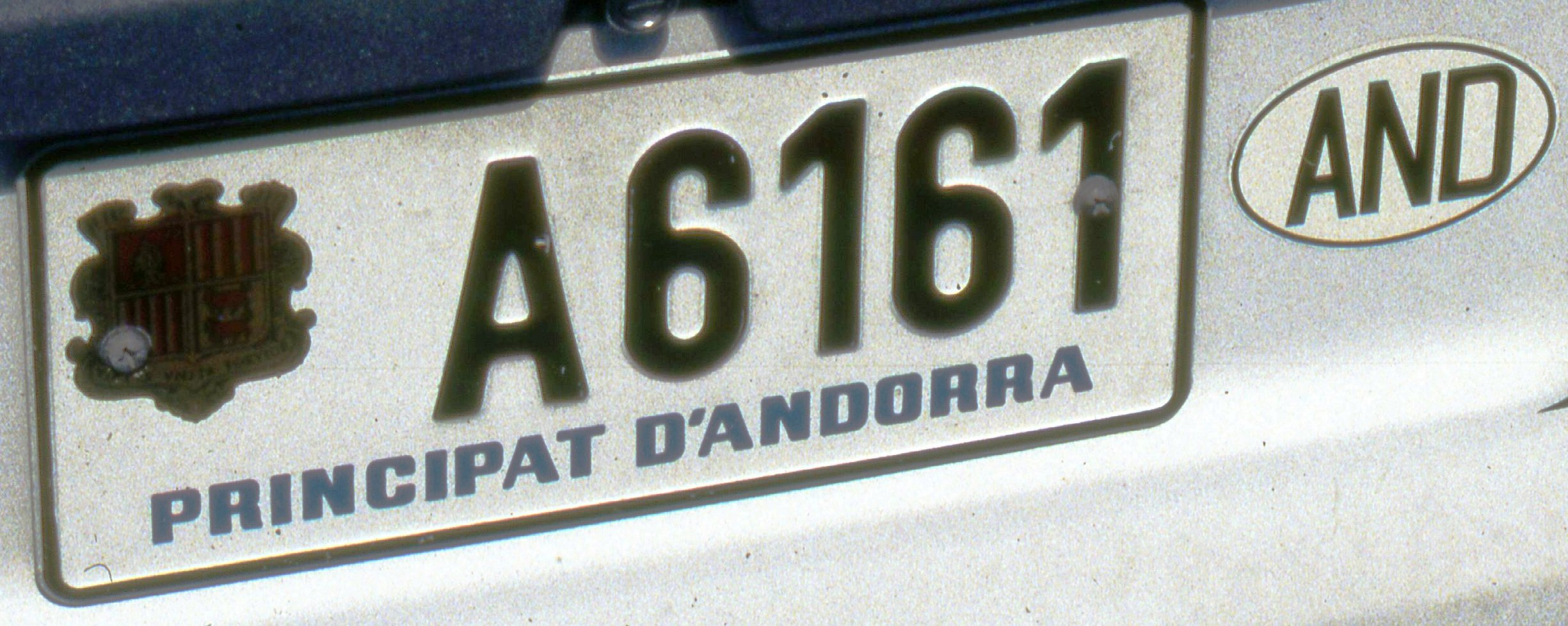
Oude plaat

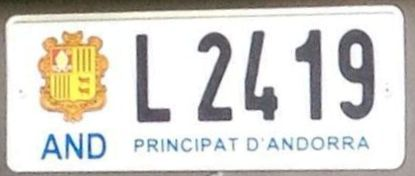
Nieuwe plaat

Een Andorrees kenteken heeft één zwarte letter met vier zwarte cijfers op een witte plaat. Links op de kentekenplaat staat het wapen van Andorra. Onder op de kentekenplaat staat in blauwe letters Principat d'Andorra.
In 1930 kreeg Andorra zijn eerste platen, deze werden gevormd door de letters AND en vier cijfers.
Met ingang van 29 december 2014 kent Andorra ook zogenaamde gepersonaliseerde kentekenplaten, zoals die ook in onder andere het Verenigd Koninkrijk, België, Duitsland en Oostenrijk bestaan. 

De persoonlijke kentekens bestaan in vijf varianten, elk met een eigen prijskaartje tussen de € 300 en € 6.000. Het goedkoopst is een combinatie van 2 letters met 3 cijfers. Een stap duurder zijn de 3 letters met 2 cijfers-combinaties, gevolgd door de vier letters met 1 cijfer en de 5 letters-kentekenplaat. Ten slotte zijn het de kentekenplaten met minder dan vijf tekens die de nieuwe reeksen completeren.